# Rýchla skupina
Rýchla skupina (pol. Zgrupowanie Szybkie) – słowacki związek taktyczny uczestniczący w ataku Niemiec na ZSRR od 23 czerwca 1941, na bazie (Grupy Szybkiej „Kalinčak”).
Po agresji Niemiec na ZSRR na rozkaz według § 27 branného zákona gen. Ferdinanda Čatloša z dnia 22 czerwca 1941 brała następnie udział w przerwaniu linii Mołotowa na Sanie k. Sanoka. W czerwcu 1941 wyposażona była w 30 czołgów LT-35, 10 czołgów LT-38 i 7 czołgów LT-40, liczyła 59 oficerów, 27 podoficerów oraz 1824 żołnierzy.
Wchodziła w skład 17 Armii, współdziałała z niemiecką 454 Dywizją Bezpieczeństwa (454. Sicherungs-Division). Od 7 lipca 1941 zreorganizowana i przemianowana na Rýchlu brigádu. Od 8 lipca 1941 pod nową nazwą, dowodzona przez płk. Rudolfa Pilfouska (szefem sztabu został ppłk K. Brezáni) kontynuowała walki na froncie wschodnim.

## Struktura jednostki
Od 22 czerwca 1941:
- jazdecký priezvedný oddiel 2
- II. motorizovaný prápor pešieho pluku 6
- I. motorizovaný delostrelecký oddiel, delostreleckého pluku 11
- pluton czołgów
- pluton czołgów
- rota kanónov proti útočnej vozbe
- rota kanónov proti útočnej vozbe
- pluton łączności
- kompania saperów
- samochodowa kolumna transportowa
- pozorovacia letka 1 (do 24.6.1941)

## Początek natarcia na ZSRR
- 22 czerwca 1941na rozkaz gen. Čatloša jednostka wyruszyła w 24-godzinny marsz na kierunku Medzilaborce, przeszła granicę w Radoszycach–Palota w kierunku Jaślisk i powróciła do Medzilaborca.
- 23 czerwca 1941 rozpoczęło się przygotowanie do ataku w rejonie Medzilaborce. Dowódca, płk Pilfousek, otrzymał nowy rozkaz o podporządkowaniu zgrupowania do niemieckiej 17 Armii pod dowództwem gen. C. H. von Stulpnagela.
- 24 czerwca 1941 o godz. 11:00 Rychla skupina rozpoczęła marsz w kierunku Brzozów, Haczów, Kombornia o godz. 12:45 przekroczyła granicę w Dukli a o godz. 17:00 dotarła do Haczowa dowództwo Rychlej skupiny oraz I. delostreleckým oddiel delostreleckého pluku ll i spojovacia rota; do Kombornii: tankové roty i roty KPÚV; do Jasienicy i Starej Wsi II. motorizovaný peší prápor i motorizovaná pionierska čata; do Humnisk: Jazdecký priezvedný oddiel. Rejon rozmieszczenia zgrupowania oddalony był wtedy o 23 km od linii frontu.
- 25 czerwca 1941 zgrupowanie udało się w kierunku Sanoka celem szybkiego przejścia na kierunku Dynów–Lipa–Wojtkowa przez Ustrzyki Dolne i Krościenko, a następnie przeprowadziło atak na Chyrów. W przypadku niepowodzenia na tym kierunku natarcia zgrupowanie miało okrążyć jednostki sowieckie i przejść przez San w Sanoku na kierunku Lesko. O godz. 17:00 pierwsze jednostki tj. I. motorizovaného delostreleckého oddielu i II. motorizovaného pešieho práporu przekroczyły rzekę San w Temeszowie
- 26 czerwca 1941 Rýchla skupina doszło do Malawy a następnie kieruje się w stronę Kuźminy i Wojtkowej. Do wsi Wojtkowa jednostka dotarła wczesnym popołudniem. W Wojtkowej zgrupowanie zostało zaatakowane przez jednostki sowieckie na drodze Kuźmina–Roztoki. O godz. 18:00 zgrupowanie stworzyło linie obrony na odcinku 500 m od Kuźminy aż do wsi Trzcianiec.
- 27 czerwca 1941; zgodnie z planem II. motorizovaný peší prápor pod dowództwem płk. Corettiego razem z jednostkami niemieckimi posuwając się na tyłach wojsk sowieckich zgrupowanie miało dotrzeć poprzez San do Załuża. Plan ten zakładał dotarcie do Leska oraz zorganizowanie natarcia na linii Sanok–Załuż. O godz. 10:OO zgrupowanie rozpoczęło marsz, lecz przed Sanokiem napotkało silny opór wojsk radzieckich. Od tej chwili zgrupowanie podzieliło się na dwie siły: jedna główna grupa zaczęła nacierać na Sanok, druga – mniejsza – na Lesko. Główne starcie pod Załużem było bardzo krótkie. Rýchla skupina rozbiła 9 bunkrów sowieckich a kolejne 4 zablokowała , w ciągu dnia doszła do linii Olchowiec–Manasterzec–Tyrawa Wołoska, umożliwiając tym samym niemieckiej 454. dywizji bezpieczeństwa [454. Sicherungs-Division] forsować rzekę San. Po przejściu frontu, inspekcji na linii Mołotowa w Sanoku dokonali gen. Čatloš oraz Führers der Deutschen Volksgruppe inż. Franz Karmasin.
- 28 czerwca 1941; w godzinach popołudniowych rozpoczął się marsz zgrupowania na kierunku Załuż–Kuźmina–Krościenko–Chyrów do miejscowości zgrupowania 3 Korpusu w miejscowości Sadkowce–Koniuszki.
- 29 czerwca 1941; do głównego zgrupowania Rychlej dołączył jej II. motorizovaný delostrelecký oddiel, w godz. wieczornych całe zgrupowanie dotarło do miejsca zgrupowania III Korpusu Armijnego w rejonie Sadkowice–Koniuszki. W nocy z 29 na 30 czerwca 1941 doszło jeszcze do potyczki z batalionem radzieckim operującym na tyłach frontu.
- 1 lipca 1941; jednostka dostała rozkaz przesunięcia się razem z niemiecką 454 Dywizją Bezpieczeństwa z Drohobycza i Sambora do Stryja.
- 2 lipca 1941; rozkaz marszu na Stryj został odwołany z powodu problemów technicznych jednostki, wobec zaistniałej sytuacji dowódca zgrupowania płk Rudolf Pilfousek wysłał do Stryja tylko oddział pieszy, który zajął miasto bez walki.
- 7 lipca 1941; do tego dnia jednostka stacjonowała w Samborze, 8 lipca przyszedł rozkaz o rozformowaniu Rýchlej skupiny i włączeniu jej do nowo utworzonej Rýchlej Brigady (niem. Slowakische Schnelle Division).